# 金龜山遺址
金龜山遺址位於中華民國金門縣金沙鎮西園里的金龜山，是內政部營建署於民國八十三年到八十四年（1994年、1995年）委託中研院陳仲玉博士到金門進行考古時所發現的遺址，於民國八十五年（1996年）3月13日獲得證實。出土貝類經過碳十四測定，遺址年代約在距今6000年到3400年之間。而其中出土的細繩紋紅陶，與臺灣牛罵頭文化以及福建曇石山遺址下層文化的細繩紋紅陶有相似之處。